# Moutaz Neffati
Moutaz Neffati (Norrköping, 4 settembre 2004) è un calciatore svedese, difensore dell'IFK Norrköping.

## Carriera

### Club
Cresciuto nel settore giovanile dell'IFK Norrköping, nel 2023 è stato ceduto in prestito al Sylvia dove ha debuttato in Division 1, la terza divisione svedese. Rientrato al Norrköping a settembre, ha debuttato in prima squadra il 6 novembre 2023 nell'incontro di Allsvenskan vinto 4-3 contro il Varberg dove ha tra l'altro anche realizzato la rete del momentaneo 1-3, la sua prima fra i professionisti, ed undici giorni dopo ha firmato il suo primo contratto professionistico. Nell'aprile del 2024 è passato in prestito per due mesi al KR Reykjavík, club della prima divisione islandese, torneo in cui ha giocato 5 partite.
Rientrato al Norrköping nell'estate del 2024, è stato confermato in rosa dove si è stabilito come titolare sulla fascia destra.

### Nazionale
Ha giocato nella nazionale svedese Under-19.

## Statistiche

### Presenze e reti nei club
Statistiche aggiornate al 4 maggio 2025
| Stagione        | Squadra         | Campionato      | Campionato | Campionato | Coppe nazionali | Coppe nazionali | Coppe nazionali | Coppe continentali | Coppe continentali | Coppe continentali | Altre coppe | Altre coppe | Altre coppe | Totale | Totale | Totale |
| Stagione        | Squadra         | Comp            | Pres       | Reti       | Comp            | Pres            | Reti            | Comp               | Pres               | Reti               | Comp        | Pres        | Reti        | Pres   | Reti   |        |
| --------------- | --------------- | --------------- | ---------- | ---------- | --------------- | --------------- | --------------- | ------------------ | ------------------ | ------------------ | ----------- | ----------- | ----------- | ------ | ------ | ------ |
| 2023            | Sylvia          | D1              | 7          | 0          | CS+CS           | 0               | 0               | -                  | -                  | -                  | -           | -           | -           | 7      | 0      |        |
| 2023            | IFK Norrköping  | A               | 2          | 1          | CS+CS           | 0               | 0               | -                  | -                  | -                  | -           | -           | -           | 2      | 1      |        |
| 2024            | IFK Norrköping  | A               | 0          | 0          | CS              | 1               | 0               | -                  | -                  | -                  | -           | -           | -           | 1      | 0      |        |
| apr.-mag.2024   | KR Reykjavík    | UD              | 5          | 0          | CI+CdL          | 1+0             | 0               | -                  | -                  | -                  | -           | -           | -           | 6      | 0      |        |
| mag.-dic.2024   | IFK Norrköping  | A               | 16         | 0          | CS              | 1               | 0               | -                  | -                  | -                  | -           | -           | -           | 17     | 0      |        |
| 2025            | IFK Norrköping  | A               | 7          | 0          | CS+CS           | 4+0             | 0               | -                  | -                  | -                  | -           | -           | -           | 11     | 0      |        |
| Totale carriera | Totale carriera | Totale carriera | 37         | 1          |                 | 7               | 0               |                    | -                  | -                  |             | -           | -           | 44     | 1      |        |